# Maienfeld
Maienfeld (en romanche Maiavilla) es una comuna suiza del cantón de los Grisones, situada en situada en la región de Landquart. 

## Historia
Mencionada en el siglo IV bajo el nombre de Magia en la Tabula Peutingeriana, la localidad constituía una parada en el valle del Rin, en el camino que de Zúrich conducía a Bregenz. En el siglo XIV, los Walser fundaron varias aldeas en las alturas del pueblo. Su administración, dependiente del burgo de Malans, es codificada en el siglo XV y un tratado fue concluido en 1438 entre la villa y los barones de Brandis. La comunidad, de cultura retorromana, es germanizada en el siglo XVI y vive la Reforma protestante desde 1529. Tras la creación de la línea ferroviaria entre Coira y Zúrich a finales del siglo XIX, la comuna perdió su importancia en la red de transportes comerciales.

## Geografía
Maienfeld se encuentra a unos 10 kilómetros al este de Sargans en el valle renano de Coira y al límite norte de Bad Ragaz. Posee una vía de paso alpestre (Sankt Luzisteig) hacia el principado de Liechtenstein con una fortificación fronteriza medieval que contiene una caserna del ejército suizo. La superficie de la comuna es de 32 km², de los cuales 1433 hectáreas son utilizadas para la agricultura (122 ha de viñedos), 10 km² de bosques y 174 ha de alpages. 
La comuna limita al norte con las comunas de Fläsch, Balzers (FL), Triesen (FL) y Schaan (FL), al noreste con Nenzing (AT-8) y Seewis im Prättigau, al este con Jenins y Malans, al sur con Landquart y Zizers, y al oeste con Bad Ragaz (SG).

## Economía

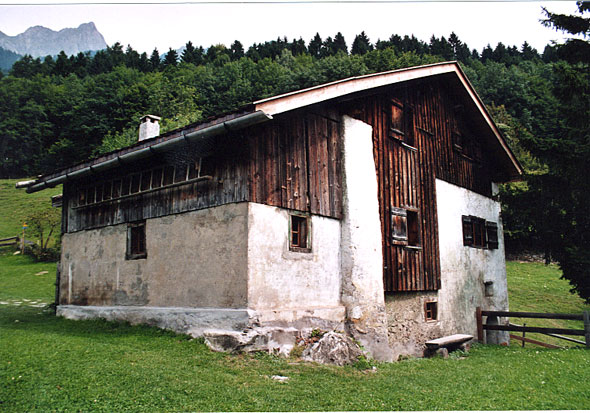
Casa de Heidi en Maienfeld.

La vinicultura constituye la fuente primaria de entradas monetarias de la comuna, cuya superficie vinícola representa más de un cuarto de la producción cantonal. El Maienfelder comprende varias cepas (Pinot Meunier y Riesling Silvaner principalmente, así como Pinot Blanc, Chardonnay y Pinot Gris). El turismo también es muy activo gracias al entusiasmo suscitado por la novela de Johanna Spyri, Heidi. Mucha de esa historia transcurre en esta comuna (véase Heidiland).

## Transportes
Ferrocarril
Cuenta con una estación ferroviaria en la que efectúan parada trenes regionales.